# Basilique Saint-Néophyte
La basilique Saint-Néophyte, aussi connue sous le nom de basilique engloutie d'Iznik est une ancienne basilique byzantine du IVe siècle située à İznik et désormais sous les eaux du lac d'İznik.

## Historique

### L'édifice
La basilique aurait été construite sur les ruines d'un temple consacré à Apollon. Elle a été dédiée à saint Néophyte et construite à Nicée en l'honneur de ce saint chrétien martyrisé et tué en 303 par les Romains à cet endroit même. Ce martyre se serait donc déroulée dix ans seulement avant l'édit de Milan qui accorde la liberté de culte aux chrétiens.  
Selon Mustafa Şahin, directeur du département d'archéologie de l'université Uludağ, il est probable que la basilique ait été construite à la suite du premier concile de Nicée qui s'est déroulé dans cette même ville en 325. En effet la découverte de tombes antiques romaines encastrées sous la basilique contenant des pièces à l'effigie des empereurs  Valens et Valentinien Ier ayant règnés entre 364 et 375-378 implique que celle ci fut construite après le concile.
Le bâtiment comporte un plan basilical avec trois nefs.
Un tremblement de terre en 1065 a entraîné l'effondrement de l'édifice qui n'a pas été reconstruit, puis a été submergé par les eaux.

### Redécouverte
En 2014, le survol du lac d'İznik (auparavant nommé lac Ascanion) en bordure de la ville d'İznik (anciennement Nicée) par un hélicoptère a permis la découverte de ruines immergées dans les eaux du lac. Les ruines sont les restes d'une basilique byzantine : la basilique Saint-Néophyte du IVe siècle.
L'édifice religieux ne se trouve en fait qu'à quelques mètres de la rive (20 m) et englouti sous seulement 2 m. En 2020, il réapparait de manière plus visible après une baisse des eaux en partie due au changement climatique et grâce à la diminution de la pollution à la suite du confinement de la période COVID en Turquie.
Pour cette découverte, l’Archaeological Institute of America a placé l’édifice dans son "Top 10" des découvertes de l’année 2014. Depuis, de nombreux sceaux de chevaliers écossais y ont été retrouvés. Un musée archéologique sous-marin est prévu à cet endroit,.

### Vidéographie
- [vidéo] « Iznik, les mystères de la basilique engloutie », Pascal Guérin (réalisateur) sur France 5, 2023, 84 min (consulté le 29 mai 2025)